# Zovasrócia
Zovasrócia (em latim: Zovasrhotia), Chevaxote (em armênio: Ճուաշոտ; romaniz.: Čwašot) ou Chuarxerrote (Ճվաշռոտ, Čuaršṙot; ṙot para "rio"), segundo a Geografia de Ananias de Siracena (século VII), foi um gavar (cantão) da província da Vaspuracânia, no Reino da Armênia. Compreendia uma área de 3 650 quilômetros quadrados e localizava-se no vale do rio Chuarxe (atual Al). É possível que fosse um dos distritos do principado de Mardepetacânia, o território ancestral do mardepetes e mais tarde um grande domínio em posse da dinastia arsácida. Com a eventual anexação de Mardepetacânia pelos arzerúnidas, tornar-se-ia um dos territórios dessa família. No século X, Tomás Arzerúnio atestou que o distrito ainda existia como um dos domínios arzerúnidas.